# Краснопільський район (Білорусь)

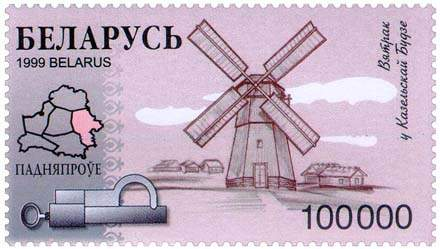
Вітряк у Козельській Буді

Краснопільський район, Краснопольський район (біл. Краснапольскі раён) — адміністративна одиниця Білорусі в Могильовській області. Адміністративний центр — селище міського типу Краснопілля. Поділяється на 5 сільських рад.

## Відомі особистості
В районі народилися:
- Михайло Дубровський (1897—1983) — білоруський письменник, перекладач (село Казелле)
- Андрей Мрий(1893-1943)— білоруський прозаїк, журналіст (село Палуж)
- Микола Ткачов (1918-1979)— білоруський письменник, журналіст (село Горанка)
- Василь Шашалевич (1897-1937)— білоруський драматург і поет (село Мхіничі)